# نيل هاغ
نيل هاغ (بالإنجليزية: Neil Hague)‏ هو لاعب كرة قدم بريطاني، ولد في 1 ديسمبر 1949 في توركروفت ‏ في المملكة المتحدة. لعب مع دارلينجتون إف سى ونادي بليموث أرجايل ونادي بورنموث ونادي روذرهام يونايتد وهدرسفيلد تاون.

## وصلات خارجية
- نيل هاغ على موقع قاعدة بيانات كرة القدم.إي يو (الإنجليزية)